# Copa Perú
La Copa Perú és una competició futbolística peruana. Malgrat el nom no es tracta d'una competició totalment per eliminatòries com les competicions de copa europees. Tampoc és una competició oberta a tots els clubs, sinó que ve a ser un torneig classificador per a equips de les categories regionals que atorga places per a participar en competicions nacionals. La temporada 2025 era la quarta categoria del futbol peruà.

## Història
El 1966, la Primera Divisió va ser nomenada Descentralizada; equips de fora de la capital de Lima van poder participar en la primera divisió professional. L'any següent va començar la Copa Perú, en la qual es van permetre competir tots els equips no professionals del Perú, amb el guanyador per aconseguir l'ascens a Primera Divisió. Després de jugar moltes rondes eliminatòries, un cop quedaren sis equips a la competició, van jugar en un torneig final en format lligueta a Lima.
El 1974, el torneig va acabar a la Fase Regional i no va tenir lloc cap fase final final. Els campions departamentals es van classificar per al Reclasificatorio Regional de 1974 amb els últims equips del Torneo Descentralizado de 1973 que van haver de revalidar la categoria. Al final del Reclasificatorio Regional de 1974, els equips Alfonso Ugarte, Barrio Frigorífico, Carlos A. Mannucci, Deportivo Junín, Piérola, Unión Huaral, Unión Pesquero i Walter Ormeño van ascendir al Torneo Descentralizado de 1974.
L'any 1984, la Primera Divisió va passar de 16 a 44 equips: després de la primera fase de la temporada, un Campionat Regional va classificar els equips per al Descentralitzat, amb 16 a 18 equips. La Copa Perú classificà equips per a la competició regional. Després d'això, el torneig va disminuir; El 1987 va ser l'últim any en què es va disputar una final. Les competicions es van suspendre com a conseqüència del desinterès i la crisi econòmica general que s'estava vivint durant el primer mandat del president Alan García. L'any 1992 la Primera Divisió va tornar al seu format normal (16 equips). El 1993 va tornar la Copa Perú com a competició equivalent a Segona Divisió, però només per a equips fora de Lima, tanmateix, també hi va haver una Segona Divisió per als equips que competien amb seu a Lima.
El 23 d'agost de 2022 es va anunciar que a partir de 2023, la Copa Perú només donaria l'ascens a la Lliga 2 a causa de les reformes del futbol peruà per part de la FPF.
| Any       | Nivell | Ascens a                       | Descens a                                                       |
| --------- | ------ | ------------------------------ | --------------------------------------------------------------- |
| 1967–1973 | 2      | Primera Divisió                | Lligues Departamentals Lligues Provincials Lligues Districtuals |
| 1974      | 3      | Reclassificatori Regional      | Lligues Departamentals Lligues Provincials Lligues Districtuals |
| 1975–1990 | 2      | Primera Divisió                | Lligues Departamentals Lligues Provincials Lligues Districtuals |
| 1991–1992 | 3      | Torneig Zonal                  | Lligues Departamentals Lligues Provincials Lligues Districtuals |
| 1993–2022 | 2      | Primera Divisió Segona Divisió | Lligues Departamentals Lligues Provincials Lligues Districtuals |
| 2023–2024 | 3      | Lliga 2                        | Lligues Departamentals Lligues Provincials Lligues Districtuals |
| 2025      | 4      | Lliga 3                        | Lligues Departamentals Lligues Provincials Lligues Districtuals |

## Regions

Regions de la Copa Perú.

La competició té diverses fases, les primeres de les quals es disputen per zones regionals. Aquestes regions són:
- Regió I: Formada per clubs d'Amazones, Tumbes, Piura i Lambayeque.
- Regió II: Formada per clubs d'Ancash, Cajamarca, San Martín i La Libertad.
- Regió III: Formada per clubs de Loreto i Ucayali.
- Regió IV: Formada per clubs de Lima i Callao
- Regió V: Formada per clubs d'Ica, Huancavelica i Ayacucho
- Regió VI: Formada per clubs de Huánuco, Pasco i Junín.
- Regió VII: Formada per clubs d'Arequipa, Moquegua i Tacna.
- Regió VIII: Formada per clubs de Cusco, Madre de Dios, Puno i Apurímac.

## Historial
Font:
| Ed. | Temporada | Campió                                              | Finalista                                           | Refs.                                               |
| --- | --------- | --------------------------------------------------- | --------------------------------------------------- | --------------------------------------------------- |
| 1   | 1967      | Alfonso Ugarte de Chiclín (1)                       | Octavio Espinosa                                    | [ 4 ]                                               |
| 2   | 1968      | Carlos A. Mannucci (1)                              | Sport Chorrillos                                    | [ 5 ]                                               |
| 3   | 1969      | Carlos A. Mannucci (2)                              | FBC Melgar                                          | [ 6 ]                                               |
| 4   | 1970      | Atlético Torino (1)                                 | FBC Melgar                                          | [ 7 ]                                               |
| 5   | 1971      | FBC Melgar (1)                                      | Unión Tumán                                         | [ 8 ]                                               |
| 6   | 1972      | Atlético Grau (1)                                   | León de Huánuco                                     | [ 9 ]                                               |
| 7   | 1973      | Sportivo Huracán (1)                                | Cienciano                                           | [ 10 ]                                              |
| –   | 1974      | No atorgat. Només es disputà la fase departamental. | No atorgat. Només es disputà la fase departamental. | No atorgat. Només es disputà la fase departamental. |
| 8   | 1975      | Atlético Torino (2)                                 | Sportivo Huracán                                    | [ 11 ]                                              |
| 9   | 1976      | Coronel Bolognesi (1)                               | Pesca Perú                                          | [ 12 ]                                              |
| 10  | 1977      | Atlético Torino (3)                                 | Juventud La Palma                                   | [ 13 ]                                              |
| 11  | 1978      | Juventud La Palma (1)                               | Pesca Perú                                          | [ 14 ]                                              |
| 12  | 1979      | ADT (1)                                             | Comercial Aguas Verdes                              | [ 15 ]                                              |
| 13  | 1980      | León de Huánuco (1)                                 | Unión Gonzáles Prada                                | [ 16 ]                                              |
| 14  | 1981      | UTC (1)                                             | Juventud La Palma                                   | [ 17 ]                                              |
| 15  | 1982      | Atlético Torino (4)                                 | Atlético Grau                                       | [ 18 ]                                              |
| 16  | 1983      | Sport Pilsen (1)                                    | Deportivo Cañaña                                    | [ 19 ]                                              |
| 17  | 1984      | Los Espartanos (1)                                  | Alianza Atlético                                    | [ 20 ]                                              |
| 18  | 1985      | Hungaritos Agustinos (1)                            | Tejidos La Unión                                    | [ 21 ]                                              |
| 19  | 1986      | Deportivo Cañaña (1)                                | Félix Donayre                                       | [ 22 ]                                              |
| 20  | 1987      | Libertad (1)                                        | Capitán Clavero                                     | [ 23 ]                                              |
| –   | 1988–1992 | No atorgat. Només es disputà la fase regional.      | No atorgat. Només es disputà la fase regional.      | No atorgat. Només es disputà la fase regional.      |
| 21  | 1993      | Aurich–Cañaña (1)                                   | Aurora                                              | [ 24 ]                                              |
| 22  | 1994      | Atlético Torino (5)                                 | Aurora                                              | [ 25 ]                                              |
| 23  | 1995      | La Loretana (1)                                     | Sportivo Huracán                                    | [ 26 ]                                              |
| 24  | 1996      | José Gálvez (1)                                     | UTC                                                 | [ 27 ]                                              |
| 25  | 1997      | Juan Aurich (1)                                     | Deportivo UPAO                                      | [ 28 ]                                              |
| 26  | 1998      | IMI FC (1)                                          | Coronel Bolognesi                                   | [ 29 ]                                              |
| 27  | 1999      | Deportivo UPAO (1)                                  | Alfonso Ugarte                                      | [ 30 ]                                              |
| 28  | 2000      | Estudiantes de Medicina (1)                         | Coronel Bolognesi                                   | [ 31 ]                                              |
| 29  | 2001      | Coronel Bolognesi (2)                               | Universidad Cesar Vallejo                           | [ 32 ]                                              |
| 30  | 2002      | Atlético Universidad (1)                            | Atlético Grau                                       | [ 33 ]                                              |
| 31  | 2003      | Universidad Cesar Vallejo (1)                       | Deportivo Educación                                 | [ 34 ]                                              |
| 32  | 2004      | Sport Áncash (1)                                    | Deportivo Municipal                                 | [ 35 ]                                              |
| 33  | 2005      | José Gálvez (2)                                     | Senati                                              | [ 36 ]                                              |
| 34  | 2006      | Total Clean FC (1)                                  | Hijos de Acosvinchos                                | [ 37 ]                                              |
| 35  | 2007      | Juan Aurich (2)                                     | Sport Águila                                        | [ 38 ]                                              |
| 36  | 2008      | Sport Huancayo (1)                                  | CNI                                                 | [ 39 ]                                              |
| 37  | 2009      | León de Huánuco (2)                                 | Tecnológico de Pucallpa                             | [ 40 ]                                              |
| 38  | 2010      | Unión Comercio (1)                                  | Alianza Unicachi                                    | [ 41 ]                                              |
| 39  | 2011      | Real Garcilaso (1)                                  | Pacífico FC                                         | [ 42 ]                                              |
| 40  | 2012      | UTC (2)                                             | Alfonso Ugarte                                      | [ 43 ]                                              |
| 41  | 2013      | San Simón (1)                                       | Unión Huaral                                        | [ 44 ]                                              |
| 42  | 2014      | Sport Loreto (1)                                    | Unión Fuerza Minera                                 | [ 45 ]                                              |
| 43  | 2015      | Defensor La Bocana (1)                              | Academia Cantolao                                   | [ 46 ]                                              |
| 44  | 2016      | Sport Rosario (1)                                   | Deportivo Hualgayoc                                 | [ 47 ]                                              |
| 45  | 2017      | Binacional (1)                                      | Atlético Grau                                       | [ 48 ]                                              |
| 46  | 2018      | El Pirata (1)                                       | Alianza Universidad                                 | [ 49 ]                                              |
| 47  | 2019      | Carlos Stein (1)                                    | Deportivo Llacuabamba                               | [ 50 ]                                              |
| –   | 2020      | No finalitzà a causa de la pandèmia de la COVID-19. | No finalitzà a causa de la pandèmia de la COVID-19. | No finalitzà a causa de la pandèmia de la COVID-19. |
| 48  | 2021      | ADT (2)                                             | Alfonso Ugarte                                      | [ 51 ]                                              |
| 49  | 2022      | Deportivo Garcilaso (1)                             | Comerciantes                                        |                                                     |
| 50  | 2023      | ADA (1)                                             | San Marcos                                          |                                                     |
| 51  | 2024      |                                                     |                                                     |                                                     |